# 1989年欧州議会議員選挙 (ポルトガル)
1989年欧州議会議員選挙は、欧州共同体の議会である欧州議会を構成する欧州議会議員を全面改選するため1987年6月15日～18日の三日間にわたって欧州共同体加盟12カ国で行われた選挙である。欧州共同体に2年前加盟したポルトガル共和国では最終日の6月18日に投票が行われた。本稿ではポルトガルにおける選挙の概要と結果について紹介する。

## 選挙概要
- 議員定数（ポルトガル）：24議席
- 議員の任期：5年（ポルトガルにおいては2年前に選挙が行われたため、前回に限り2年）
- 選挙権：18歳以上の欧州共同体市民
- 選挙制度：比例代表制
  - 選挙区は全国を1選挙区とする。
  - 投票は各政党が提出した政党名簿のいずれか一つに投票。
  - 議席配分は全国集計された得票数に応じドント式で配分する（阻止条項は無し）。

## 選挙結果
- 投票日：1989年6月18日
- 有権者数：8,121,564名

| 政党及び政党連合         | 得票数    | 得票率 | 議席数 |
| ------------------------ | --------- | ------ | ------ |
| 社会民主党 PPD/PSD       | 1,358,958 | 32.75  | 9      |
| 社会党 PS                | 1,184,380 | 28.54  | 8      |
| 統一民主同盟 CDU         | 597,759   | 14,40  | 4      |
| 民主社会中道党 CDS       | 587,497   | 14.16  | 3      |
| その他の政党及び政党連合 | 293,406   | 7.07   | 0      |
| 合計                     | 4,022,000 |        | 60     |

- 投票者数：4,149,756名
- 投票率：51.10%
- 出所
  - CNE Resultados Elecitorais Parlamento Europeu 18/06/1989
  - Parlamento Europeu - 18/06/1989 Informação Detalhada - Resultados Nacionais